# Strade comunali in Polonia
La strada comunale è un tipo di strada amministrativa della Polonia. Le strade comunali hanno importanza comunale, locali e collegano le varie frazioni, fra di loro e con il comune di appartenenza.
Al 2015 si contano 246 142,7 km di strade comunali di cui 118 285,1 km sono sterrati.